# Falussy István
Falussy István (Bodajk, 1879. december 3. – Budapest, Erzsébetváros, 1951. szeptember 21.) színész.

## Életútja
Falusi Elek molnár és Klecska Mária fia. 1897. március 20-án lépett színipályára Serly Lajosnál a Kisfaludy Színházban, ahol Géczy István Leszámolás című népszínművében kapta az első szerepét. Főbb színházi szerepei: a Rigoletto címszerepe, a Hercegkisasszonyban Hadzsi Stadrow, a Falu rosszában Göndör Sándor, a Gyimesi vadvirágban Szép Fábián Gyurka, a Madarász című operett címszerepe, és a Rip van Winkle, melyben a vidéki színpadokon általános feltűnést keltett. Szerepelt Pozsonyban, Budapesten, Temesvárott és Miskolcon, mint általános rendező több évtizeden keresztül működött. 
20 éves jubileuma 1917 márciusában a Csöppségben volt Székesfehérvárott, 30 éves jubileumát pedig 1927. február 17-én ülte meg a győri színpadon Az ördög mátkája című népszínmű Firtos Están szerepében. 
Tagja volt az Országos Színészegyesület tanácsának, elnöke a fegyelmi tanácsnak. Filmeken epizódszerepekben tűnt fel, joviális idősebb embereket, papokat, mosolygós nagypapákat formált meg. Halálát vérhányás és akut szívgyengeség okozta.
Neje, Gogg Krisztina egy ideig színésznő volt, majd férjhezmenetele után lelépett a pályáról. Leánya, Falussy Lili színésznő 1912. február 21-én született Debrecenben, atyja oktatta a színészetre.

## Filmszerepei
- Meseautó (1934) – rendőr
- A csúnya lány (1935) – bírósági hivatalszolga
- Budai cukrászda (1935) – betegszállító a kórházban
- Nem élhetek muzsikaszó nélkül! (1935) – fogadós
- Barátságos arcot kérek! (1935) – ügynök
- Az aranyember (1936) – kávéházi vendég
- Pesti mese (1937) – zálogos
- A férfi mind őrült (1937) – vendég a szállodában
- Viki (1937) – vendég a bálon
- Szerelemből nősültem (1937) – statiszta a bíróságon
- Édes a bosszú (1937) – bróker
- 120-as tempó (1937) – János, banki irodaszolga
- Hotel Kikelet (1937) – szállodai vendég
- Mámi (1937) – bálozó
- A kölcsönkért kastély (1937) – öreg Gruber
- A 111-es (1937) – néző
- Két fogoly (1937) – fogadóbizottsági tag
- Háromszázezer pengő az utcán (1937) – üzletember
- A Noszty-fiú esete Tóth Marival (1937, magyar-német-osztrák) – paraszt a szüreti bálon
- Családi pótlék (1937) – vendég az estélyen
- A harapós férj (1937) – Ilosvay barátja
- Magdát kicsapják (1937-38)
- Te csak pipálj, Ladányi! (1938) – vendég Ladányiéknál
- 13 kislány mosolyog az égre (1938) – igazgatósági tag
- Varjú a toronyórán (1938) – éttermi vendég
- Rozmaring (1938) – hivatalnok a Lapidária Rt.-nél
- A pusztai királykisasszony (1938) – egyetemi tanár
- János vitéz (1938) – pap
- Szervusz, Péter! (1939) – Fábry, vendég Lóránt bácsinál
- 5 óra 40 (1939) – Eleonora szomszédja
- Pénz áll a házhoz (1939) – vendég az eljegyzésen
- A tökéletes férfi (1939) – banki tisztviselő
- Két lány az utcán (1939) – esküvői vendég
- Áll a bál (1939) – vendég a bálon
- Bercsényi huszárok (1939) – bálozó
- Halálos tavasz (1939) – Termelési Központ tisztviselője
- Semmelweis (1939) – professzor az egyetemen
- Fűszer és csemege (1939) – Kovács, Kató apjának ismerőse
- Férjet keresek (1939-40) – Pista bácsi, házmester
- Erdélyi kastély (1940) – vásározó férfi
- Erzsébet királyné (1940) – magyar úr
- Dankó Pista (1940) – pap
- Igen vagy nem? (1940) – vendég a bárban
- Ismeretlen ellenfél (1940) – méltóságos úr a bárban
- Egy csók és más semmi (1940) – Lovas Ádám, Annie szállodai szomszédja
- A szerelem nem szégyen (1940) – hajóskapitány
- Beáta és az ördög (1940) – vendég a bálon
- Elnémult harangok (1940) – kocsmai vendég
- Elkésett levél (1940) – postás
- Lángok (1940) – üzletember a bankban
- Gyurkovics fiúk (1940-41) – herkulesfürdői vendég
- Balkezes angyal (1940-41) – Mende nagypapa
- A kegyelmes úr rokona (1941) – Kovács ferenc igazgató
- Végre... (1941) – vendég az eljegyzésen
- Havasi napsütés (1941) – szanatóriumi vendég
- Édes ellenfél (1941) – Családvédelmi Liga tagja
- Néma kolostor (1941) – bécsi arisztokrata úr
- András (1941) – vendég az estélyen
- A beszélő köntös (1941) – tanácstag
- Kölcsönkért férjek (1941) – Beretvás bácsi
- Csákó és kalap (1941) – törzsorvos
- Egy éjszaka Erdélyben (1941) – Ábel, intéző Alvinczy Krisztinánál
- Háry János (1941) – férfi a kocsmában
- Bob herceg (1941) – udvari hivatalnok
- Intéző úr (1941)
- Lelki klinika (1941) – férfi a vidámparkban
- Életre ítéltek! (1941) – Frédi, férj a divatbemutatón
- Dr. Kovács István (1941) – falusi pap
- Kísértés (1941) – szállodaigazgató
- A szűz és a gödölye (1941) – bankigazgató
- Régi keringő (1941) – násznép tagja
- Kádár kontra Kerekes (1941) – klubtag
- Emberek a havason (1941-42) – hivatalnok
- Egy asszony visszanéz (1941-42) – komornyik Szánthónál
- Behajtani tilos! (1941-42) – beteghordó
- Kadettszerelem (1942) – alezredes, a herceg kísérője a lánynevelő intézet ünnepségén
- 5-ös számú őrház (1942) – vendég a bálon
- Fráter Lóránd (1942) – Lóránd barátja
- Estélyi ruha kötelező (1942) – vendég az estélyen és a hangversenyen
- Jelmezbál (1942) – professzor a kongresszuson
- Férfihűség (1942) – vendég a szállodában
- Enyém vagy! (1942) – táncoló statiszta
- Keresztúton (1942) – erdélyi vendéglős
- Éjféli gyors (1942) – pesti állomásfőnök
- Katyi (1942) – színészfelvételi bizottság tagja
- Szerető fia, Péter (1942) – plébános
- A láp virága (1942) – munkaadó
- Házassággal kezdődik (1942-43) – pap
- Lejtőn (1943) – bálozó
- Jómadár (1943) – statiszta az Aranykakasban
- Anyámasszony katonája (1943)
- Sárga kaszinó (1943) – orvos
- Kölcsönadott élet (1943) – pap
- Sziámi macska (1943) – Ázsiaszakértő professzor
- Futótűz (1943) – vendég az estélyen
- Nemes Rózsa (1943) – szülészorvos
- Rákóczi nótája (1943) – pap
- Szováthy Éva (1943) – vendég az ünnepségen
- Tengerparti randevú (1943, magyar-bolgár) – műbíráló
- Majális (1943) – tanár
- Boldog idők (1943) – Alba Vegyészeti Rt. igazgatója
- A Benedek-ház (1943) – Kálmán bácsi, Benedek Katalin gyámja
- Nászinduló (1943) – Helén inasa
- Zörgetnek az ablakon (1943)
- Egy fiúnak a fele (1943-44) – dékán
- Boldoggá teszlek (1944) – anyakönyvvezető
- Fiú vagy lány? (1944) – vendég az esküvőn
- Makkhetes (1944) – Bálint Antal barátja